# Babette Winter

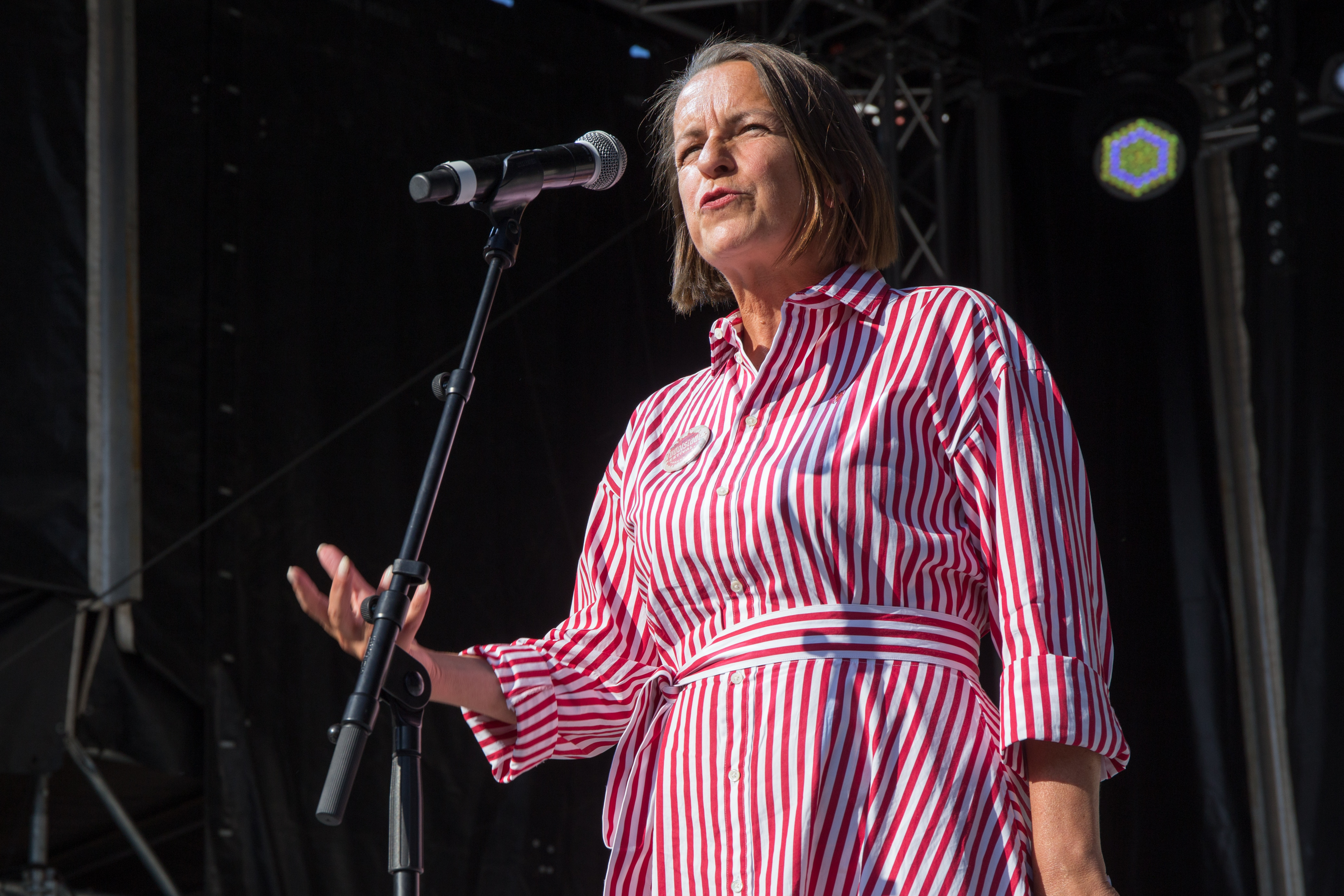
Babette Winter bei der Eröffnung des Rudolstadt-Festivals 2019.

Babette Winter (* 6. Juni 1964 in Castrop-Rauxel als Babette Kämpgen) ist eine deutsche Chemikerin und Politikerin (Sozialdemokratische Partei Deutschlands). Von 2014 bis 2020 war sie Staatssekretärin für Kultur und Europa in der Thüringer Staatskanzlei und 2019 Mitglied des Europäischen Parlaments. Seit Februar 2022 ist sie beim Bergbauunternehmen South Harz Potash tätig. 

## Leben und berufliche Laufbahn
Babette Winter studierte nach dem Abitur am Ernst-Barlach-Gymnasium in Castrop-Rauxel ab 1983 Chemie an der Westfälischen Wilhelms-Universität Münster und wurde dort im Jahr 1991 mit einer Arbeit über die Entwicklung eines enzymatischen Fliess-Injektionsanalyse-Systems für Formaldehyd promoviert. Sie war zunächst im Bereich forschungsnaher Öffentlichkeitsarbeit tätig und wechselte 2004 in den Dienst des Landes Nordrhein-Westfalen als Pressesprecherin und Leiterin der Öffentlichkeitsarbeit des Landesamtes für Natur, Umwelt und Verbraucherschutz. Anschließend arbeitete sie in der nordrhein-westfälischen Vertretung bei der Europäischen Union in Brüssel. Von 2012 bis 2014 leitete sie das Referat für Umweltpolitik im Thüringer Ministerium für Landwirtschaft, Forsten, Umwelt und Naturschutz.
Vom 5. Dezember 2014 bis zum 4. März 2020 bekleidete sie den Posten als beamtete Staatssekretärin für Kultur und Europa in der Thüringer Staatskanzlei. Für die Dauer ihrer siebenmonatigen Mitgliedschaft im Europäischen Parlament wurde sie vorübergehend freigestellt.
Seit Februar 2022 ist sie Regional Manager Germany des Bergbauunternehmens South Harz Potash.
Winter ist geschieden, hat zwei Kinder und lebt in Erfurt.

## Politik und Abgeordnetenmandat

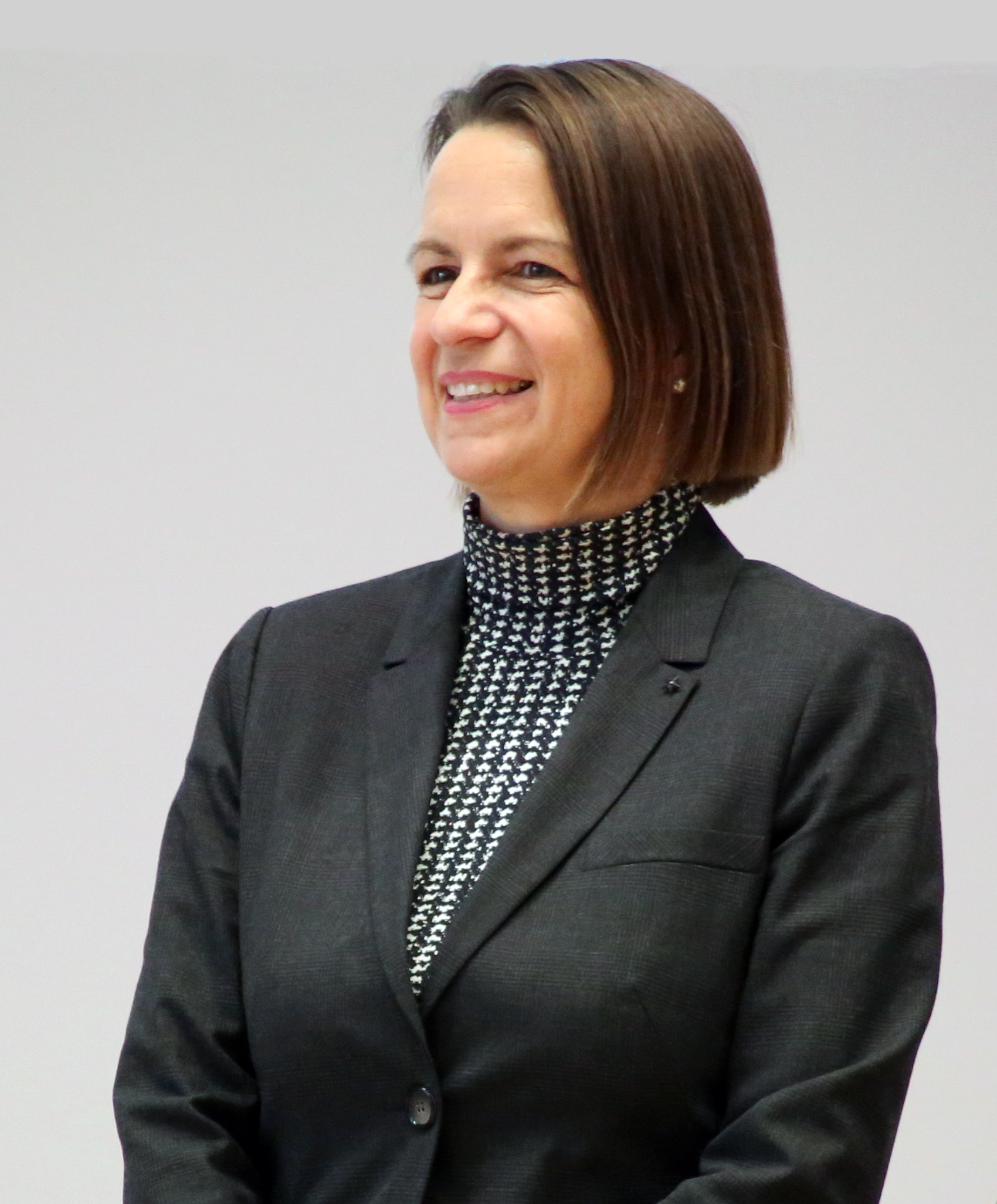
Babette Winter (2015)

Babette Winter trat 1989 in die SPD ein und bekleidete verschiedene Funktionen in Gremien der Partei. 
Für die Wahl zum 8. Europäischen Parlament am 25. Mai 2014 kandidierte Winter als Ersatzkandidatin von Jakob von Weizsäcker. Nachdem dieser zum 6. Januar 2019 sein Mandat niederlegte, rückte sie am 10. Januar 2019 ins Parlament nach und gehörte diesem bis zum Ende der Wahlperiode am 1. Juli 2019 an. Bei der Wahl zum 9. Europäischen Parlament am 26. Mai 2019 verpasste sie auf Platz 27 der von der SPD aufgestellten gemeinsamen Liste für alle Länder den erneuten Einzug ins Parlament.